# مسابقة مونرو إي. برايس الدولية للمحاكم الصورية
مسابقة مونرو إي. برايس الدولية للمحاكم الصورية، (Monroe E. Price Media Law Moot Court Competition) أو باختصار محاكم برايس الصورية، هي مسابقة سنوية للمحاكم الصورية بدأت عام 2008. أسس هذه المسابقة ونظمها برنامج قوانين وسياسات الإعلام المقارن في جامعة أوكسفورد، وتمت تسميتها بهذا الاسم تيمنًا باسم البروفسور مونرو إي. برايس مؤسس البرنامج. تعقد هذه المسابقة الدولية في جامعة أوكسفورد، وعقدت جولات أخرى محلية وإقليمية عام 2010 في أمريكا الشمالية والجنوبية، والشرق الأوسط، وجنوب شرق أوروبا، وجنوب آسيا. وتعد المسابقة «أداة لرفع حرية التعبير من خلال النقاشات الواعية والفعالة، ومناقشة القضايا الهامة الخاصة بتدفق المعلومات والتكنولوجيا إلى أجزاء عديدة حول العالم.»

## سجلات المسابقة
| العام | العدد الإجمالي للفرق | عدد الفرق في المسابقة الدولية | البطل                               | المركز الثاني             | مشاركو المرحلة نصف النهائية                                         | مشاركو المرحلة ربع النهائية                                                                                            | أفضل المشاركين في الجزء الشفهي                                                                      | أفضل المذكرات                                                 |
| 2008  |                      | 8                             | الجامعة الإسلامية العالمية بماليزيا |                           |                                                                     | | الجامعة الإسلامية العالمية بماليزيا *                                                               | الجامعة الإسلامية العالمية بماليزيا                           |
| 2009  |                      | 13                            | كلية حقوق كاردوزو                   | كلية حقوق BPP             | * الجامعة الإسلامية العالمية بماليزيا * جامعة تبليسي                | | * كلية حقوق كاردوزو * كلية حقوق BPP * جامعة تبليسي * كلية حقوق BPP * جامعة الصين للإعلام            |                                                               |
| 2010  | 25                   | 25                            | جامعة سنغافورة للإدارة              | كلية حقوق بنيامين كاردوزو | * جامعة بوخارست * كلية الحقوق بجامعة هداية الله                     | * الجامعة الإسلامية العالمية بماليزيا * جامعة ليدن * جامعة كييف-موهيلا * كلية الامتياز في الحقوق، تشيناي               | * الجامعة الإسلامية العالمية بماليزيا * كلية لندن الجامعية                                          | * جامعة سنغافورة للإدارة * جامعة بوخارست                      |
| 2011  |                      | 28                            | كلية الحقوق بجامعة بلغراد           | كلية حقوق بنيامين كاردوزو | * كلية الحقوق جامعة بنسلفانيا * مدرسة القانون الوطني في جامعة الهند | * الجامعة الوطنية لأكاديمية كييف-موهيلا * جامعة سنغافورة الوطنية * كلية حقوق كابلان * الجامعة الوطنية للعلوم التشريعية | * كلية الحقوق الوطنية بجامعة الهند * كلية الحقوق الوطنية بجامعة الهند * كلية الحقوق جامعة بنسلفانيا | * كلية الحقوق بجامعة بلغراد * الجامعة الكورية                 |
| 2012  | 70                   | 33                            | جامعة نلسار للحقوق                  | جامعة سيدني للتكنولوجيا   | * جامعة فالبارايسو * جامعة الحقوق الوطنية بدلهي                     | * جامعة سنغافورة للإدارة * مدرسة القانون الوطني في جامعة الهند * جامعة موي * الجامعة الوطنية للعلوم القانونية          | * كلية حقوق كابلان * جامعة سنغافورة للإدارة                                                         | * مدرسة القانون الوطني في جامعة الهند * جامعة فالبارايسو      |
| 2013  | 115                  | 40                            | جامعة الحقوق الوطنية بدلهي          | جامعة ريجنت               | * جامعة سنغافورة للإدارة * كلية حقوق ساوث ويسترن                    | * كلية بروكلين للحقوق * كلية حقوقHugh Wooding * جامعة ساو باولو * مدرسة القانون الوطني في جامعة الهند                  | * جامعة أوكسفورد * جامعة الحقوق الوطنية بدلهي * جامعة سنغافورة للإدارة * كلية بروكلين للحقوق        | * جامعة نيس * كلية حقوق ساوث ويسترن * جامعة سيدني للتكنولوجيا |